# Vaitkevičius
Vaitkevičius ist ein litauischer männlicher Familienname.

## Herkunft
Der Name ist vom litauischen Namen Vaitkus abgeleitet.

## Weibliche Formen
- Vaitkevičiūtė (ledig)
- Vaitkevičienė (verheiratet)
- Vaitkevičė

## Namensträger
- Algis Vaitkevičius (* 1972), Politiker, Vizebürgermeister der Rajongemeinde Vilnius
- Tomas Vaitkevičius (* 1972), Politiker, Vizeminister der Justiz